# Cayennenachtzwaluw
De cayennenachtzwaluw (Setopagis maculosa synoniem: Caprimulgus maculosus) is een vogel uit de familie van de nachtzwaluwen (Caprimulgidae). Over deze vogel is heel weinig bekend. In 1917 werd in Frans-Guyana een specimen verzameld, maar ondanks intensieve pogingen meer van deze nachtzwaluwen te vangen, bleef het bij onbevestigde waarnemingen in 1982 en 1999. Mogelijk waren dit niet eens cayennenachtzwaluwen maar roetnachtzwaluwen (Nyctipolus nigrescens).

## Verspreiding en leefgebied
Men vermoedt dat de cayennenachtzwaluw een leefgebied heeft dat bestaat uit zandige droge savanne en open plekken in het bos in de buurt van snelstromend water terwijl de roetnachtzwaluw meer aangetrokken wordt door rotsen en stenige bodems in vergelijkbaar gebied. Nader onderzoek is nodig, daarom staat deze vogelsoort als onzeker op de rode lijst.